# Рудолф II (Вертхайм)
Рудолф II фон Вертхайм (на немски: Rudolf II von Wertheim; * ок. 1236; † между 4 май 1303 и 13 ноември 1306) е граф на Вертхайм.

## Произход
Той е син на граф Попо III фон Вертхайм (ок. 1190 – 11 февруари 1260) и съпругата му Кунигунда фон Ринек († 1288), дъщеря на граф Лудвиг II фон Ринек, бургграф на Майнц († 9 май 1243), и Аделхайд фон Хенеберг († сл. 1253).

## Фамилия
Първи брак: с Мехтилд фон Дюрн († ок. 1292), дъщеря на Рупрехт II фон Дюрн-Форхтенберг († 1306) и Мехтилд фон Хоенлое-Браунек († 1293). Те имат децата:
- Мехтилд († 1294)
- Кунигунда († 1362), омъжена пр. 20 декември 1323 г. за граф Герлах II фон Лимбург († 1355)
- Рудолф III († 1348), архидялон на Вюрцбург
- Рудолф IV фон Вертхайм († 1355), граф на Вертхайм, женен ок. 1321 г. за Елизабет Райц фон Бройберг († 1358)
- Рудолф V († сл. 1329) в Светия орден във Вюрцбург

Втори брак: пр. 27 март 1293 г. с Кунигунда II фон Баден († 2 юли 1315), дъщеря на маркграф Рудолф I фон Баден († 1288) и съпругата му Кунигунда фон Еберщайн († 1290). Те имат две дъщери:
- Вилибирг (* ок. 1300; † 1333), омъжена пр. 15 юни 1330 г. за граф Николаус фон Льовенщайн-Шенкенберг († 1340), син на граф Албрехт I фон Шенкенберг-Льовенщайн, извънбрачен син на император Рудолф I († 1291)
- Елизабет